# Falabella
Vous lisez un « bon article » labellisé en 2016.
Pour les articles homonymes, voir Falabella (homonymie).
Le Falabella (espagnol : Falabella) est une race de chevaux miniatures, résultat de croisements volontaires entre divers chevaux et poneys, dont des Shetlands, des Criollo et des Pur-sang. Créée en Argentine, la race doit son nom à la famille Falabella, qui en dirige le principal élevage depuis la fin du XIXe siècle. Cet élevage fait connaître le Falabella dans de nombreux pays, la race suscitant un phénomène de mode au milieu du XXe siècle.
Avec une taille moyenne de 85 cm et un poids moyen de 75 kg, le Falabella est l'une des plus petites races de chevaux du monde. Comme tous les chevaux miniatures, il peut être monté par de tout petits enfants, et se révèle apte à l'attelage et au travail à pieds, à la longe ou avec des longues rênes. Souvent considéré comme un animal de compagnie, il reste un cheval à part entière et demande une vie à l'extérieur ainsi que des connaissances équestres minimales. Bien que diffusé dans le monde entier, le Falabella est une race en danger, du fait de nombreux croisements et de l'éparpillement des effectifs.

## Histoire
La création du Falabella est probablement l'exemple de processus de sélection d'un cheval miniature le mieux documenté. Longtemps, les termes « Falabella » et « cheval miniature » ont été employés de façon interchangeable.

### Origine
Une rumeur évoque la création de la race Falabella par un croisement entre un étalon Pur-sang et de petites ponettes européennes, mais ses origines sont imprécises. La FAO indique une origine Shetland probable : en effet, les études génétiques ont démontré une nette proximité de gènes entre le Falabella et le Shetland, mais cela peut être dû à des croisements tardifs entre ces deux races. Par ailleurs, l'analyse du cluster de gènes montre que la race est plus proche du Pur-sang que du cheval ibérique, elle peut être groupée dans le cluster du Shetland, du cheval miniature, de l'Appaloosa et de l'Islandais.

### Sélection
Le nom de cette race provient de la famille qui l'a développée au milieu du XIXe siècle. Le Falabella est originaire du sud de Buenos Aires, en Argentine. Les indiens Pampa de la région sont connus pour posséder de petits chevaux, probable adaptation de la race Criollo aux rudes conditions environnementales. Bien que cette information puisse  relever de la légende, un Irlandais, Patrick Newtall, aurait remarqué ces animaux lors d'un voyage en 1845 et serait parvenu à en obtenir plusieurs spécimens, en prenant garde à ne garder que les plus petits d'entre eux. Il dirige par la suite un élevage sélectif et, en 1853, obtient une harde entière de chevaux miniatures, mesurant moins de 92 cm. Bien que la famille Falabella n'aie jamais livré ses secrets d'élevage, on suppose qu'il s'agit d'un élevage sélectif sur plusieurs générations, par sélection des animaux les plus petits, sachant que la jument conditionne la taille du poulain bien davantage que l'étalon.
L'élevage est déplacé en 1879 vers le domaine de son héritier, Juan Falabella. Ce dernier continue l'expérience par croisement de différentes races : Pur-sangs de petite taille, Shetlands (le plus petit poney connu à la fin du XIXe siècle), et chevaux Criollo. La race est considérée comme fixée en 1893, la conformation étant devenue plus harmonieuse. Juan Falabella a utilisé des croisements avec des Shetlands importés d'Angleterre, de Belgique et des Pays-Bas.
En 1905, le groupe de chevaux miniatures échoit à Émilio Falabella, fils de Juan, qui poursuit le travail de sélection sur la morphologie. En 1927, Julio César Falabella hérite à son tour de l'élevage familial. Il tient un registre généalogique et fait connaître la race Falabella dans le monde entier, sous le nom de « minihorse ».

### Reconnaissance

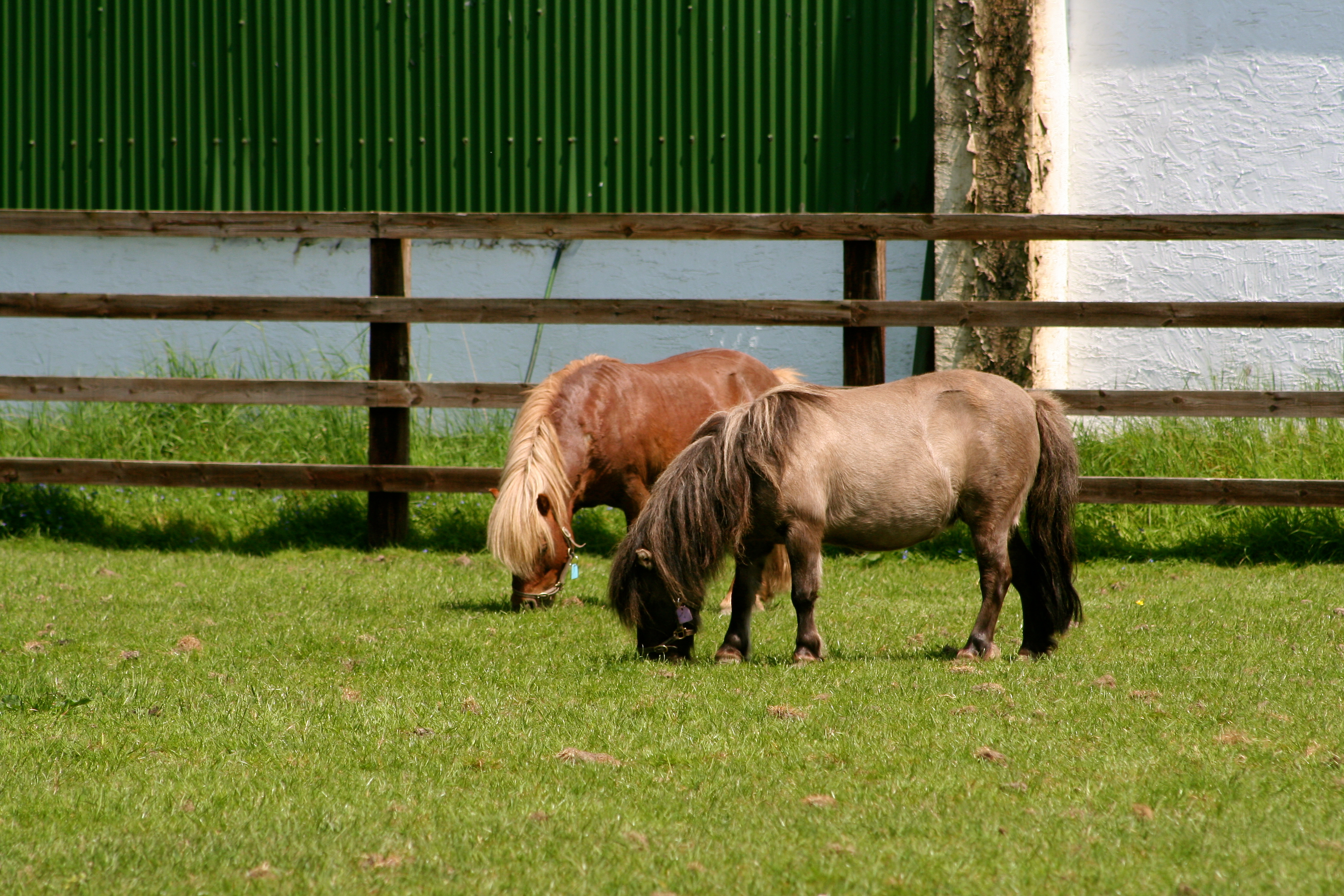
Deux Falabella en Irlande.

Sous la houlette de Julio César Falabella, le cheptel atteint les 700 juments reproductrices. En 1937, son étalon Napoléon I, de robe alezan-pie, naît et devient l'un des fondateurs de la race. Cet étalon vit 42 ans. Après sa mort, la famille Falabella érige un monument en son honneur. La plupart des Falabella actuels descendent de Napoléon I. Le Falabella est officiellement reconnu en tant que race dans les années 1940. Dans les années qui suivent, il s'exporte aux États-Unis, en Europe et en extrême-orient. Au début des années 1960, plusieurs articles paraissent dans le National Geographic, dans Western Horseman et d'autres magazines. Lorsque des journalistes voyagent jusqu'en Argentine pour l'interviewer, Julio César Falabella répond qu'il souhaite faire connaître ces chevaux sous le nom de « Miniature Horses ». Le Falabella atteint une très grande popularité et continue de s'exporter partout dans le monde. Plusieurs personnes célèbres, acteurs, présidents, rois et princes, en font l'acquisition. En 1962, une paire de ces chevaux est vendue à la famille Kennedy. Frank Sinatra, Nelson Rockefeller et Wayne Newton sont également connus pour avoir acquis des Falabella,. En 1962, le Falabella est exporté aux États-Unis par Regina Winery. Dans les années 1970, les exportations aux États-Unis poussent les Américains à créer la Falabella Miniature Horse Association, qui débouche sur la création du premier Stud-book de la race en 1973. Julio César Falabella présente ses chevaux à Paris en mai 1979.
Le premier élevage européen, Kilverstone Miniature Horse Stud, s'implante en Angleterre. Ses fondateurs, Lord et Lady Rosamond Fisher, rendent visite à la famille Falabella pour acquérir quatre étalons et un groupe de juments. L'étalon tacheté nommé Menelek est à l'origine de cet élevage britannique, en 1977. En 1980, au décès de Julio Falabella, Maria L.B. de Falabella et sa fille prennent la tête de l'entreprise familiale argentine.

## Description

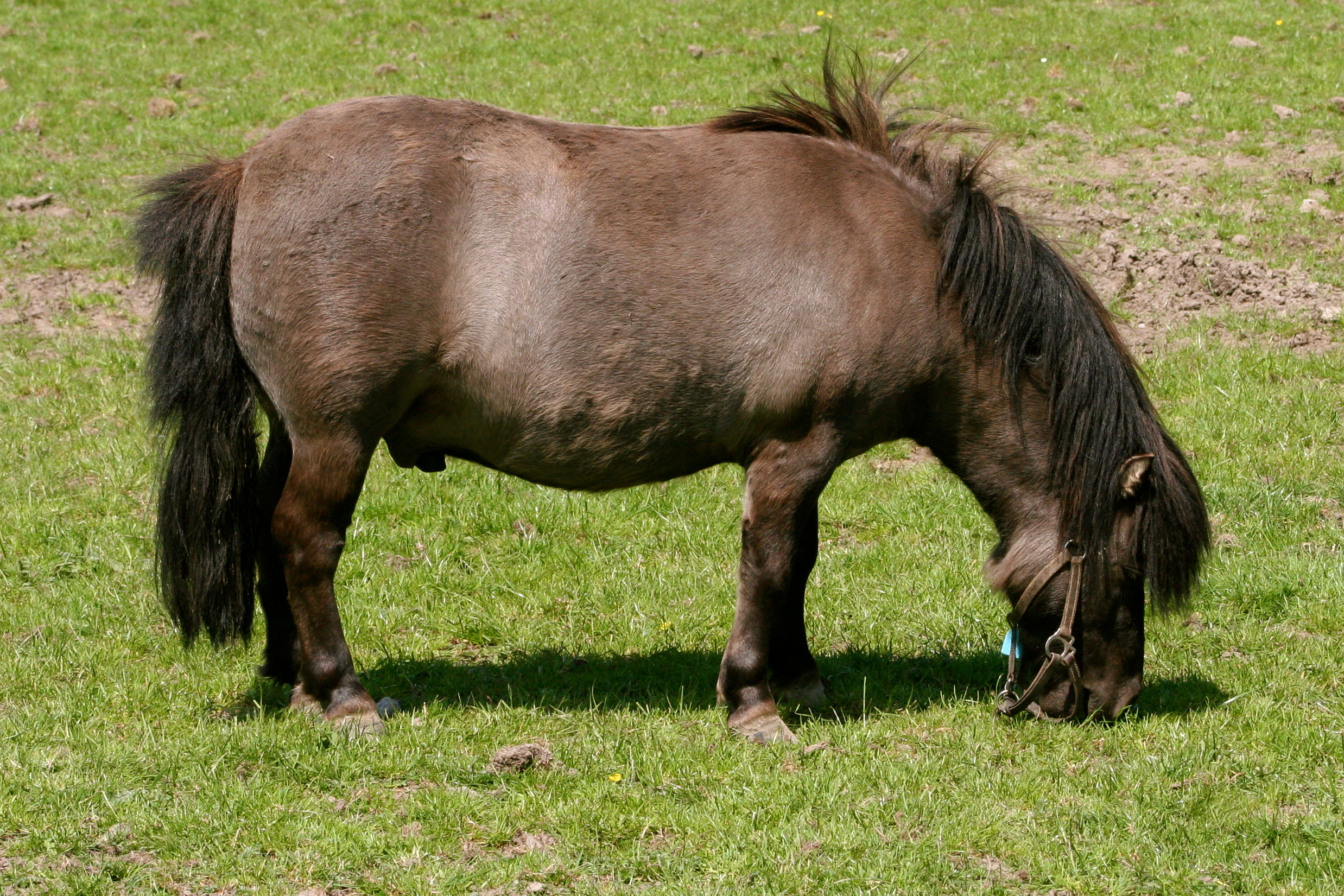
Falabella de robe gris souris broutant, en Irlande.

### Morphologie
Le Falabella est considéré comme un cheval miniature et non comme un poney, puisqu'il présente les caractères morphologiques propres aux chevaux,. Cependant, contrairement aux chevaux qui vivent de 25 à 30 ans, le Falabella peut facilement atteindre une espérance de vie d'une quarantaine d'années. La taille recommandée par le standard est de 75 centimètres, la moyenne variant entre 70 et 80. Les chevaux de moins de 70 cm sont les plus recherchés. Le poids moyen varie de 70 à 80 kg à l'âge adulte ; il est de 10 à 15 kg à la naissance.
La tête doit montrer les caractéristiques du cheval et être bien proportionnée par rapport au corps, mais celle de beaucoup de sujets ressemble à leurs ancêtres Shetlands. Ces chevaux miniatures ont donc une petite tête fine. Les oreilles sont très petites et bien écartées, les yeux sont grands, amicaux et calmes, le profil est rectiligne, voire parfois légèrement convexe, et les naseaux sont petits et ouverts. L'encolure est longue, les épaules sont bien formées, mais l'arrière-main est faible. Les paturons n'ont pas de fanons et les crins sont abondants. De plus, en comparaison avec les autres chevaux, ces chevaux miniatures ont deux arcs costauds et deux vertèbres en moins. Dans l'idéal, un Falabella doit présenter une conformation harmonieuse. Il y a peu de variations de génération en génération.
Les sujets les plus recherchés évoquent des Pur-Sangs en miniature. Les allures sont énergiques.
Les défauts typiques que peuvent connaître certains Falabellas sont une lourde encolure, une tête trop grosse, une arrière-main frêle ainsi que des genoux et des jarrets de bœuf.

### Robe

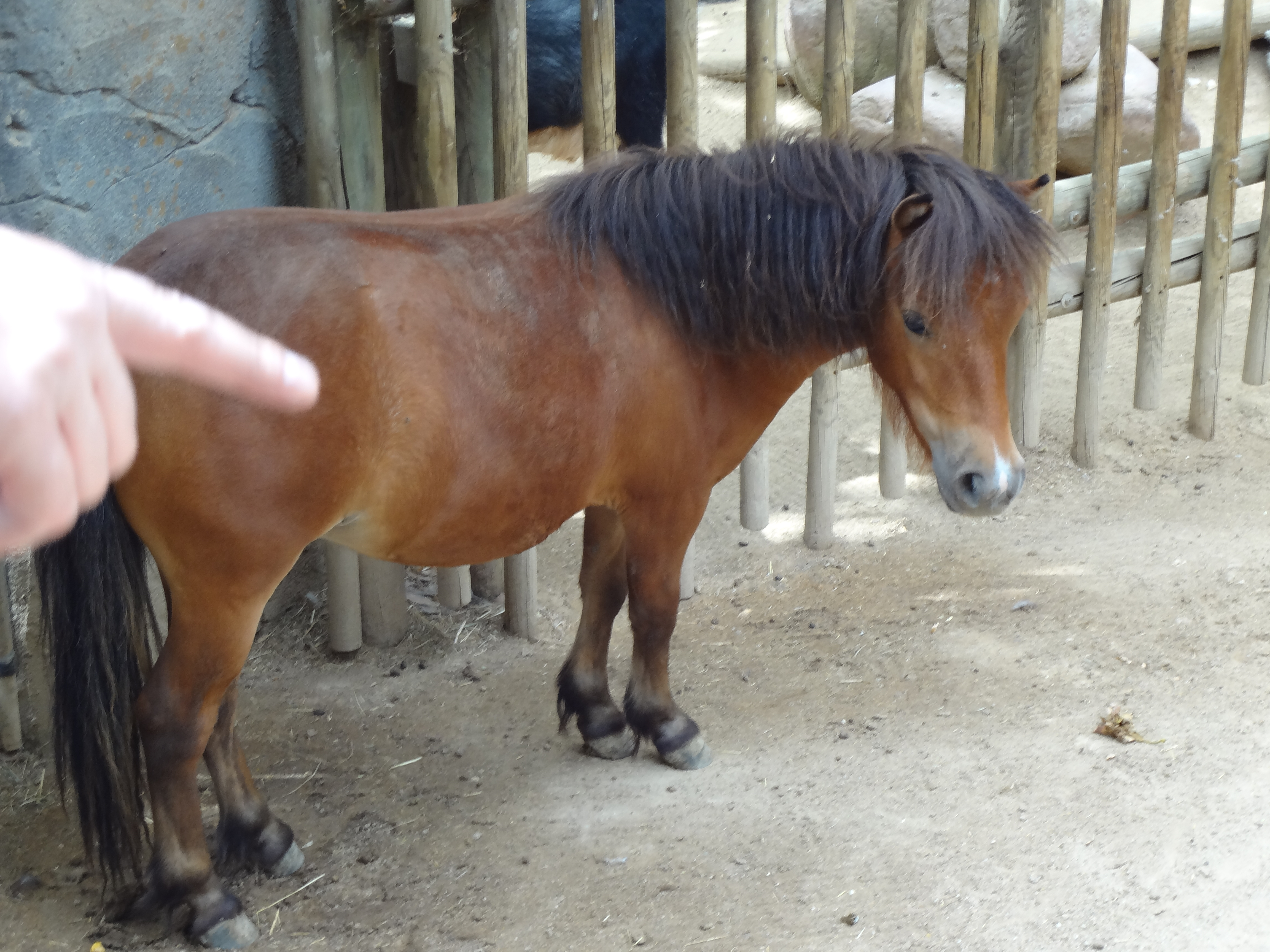
Falabella bai à Madrid, en Espagne.

Il peut porter tous les types de robes confondues, même si les plus communes sont le bai et le noir, occasionnellement en version pie. Les robes tachetées et pie ont fait l'objet d'une sélection particulière par Julio Falabella.

### Tempérament et entretien
Ce cheval miniature est docile et calme. Il peut déployer une force impressionnante en rapport avec sa taille. Pourtant, au fil du temps et à cause de la diminution de sa taille, il a perdu la force et la vigueur de son ancêtre le Shetland. Il a les mêmes besoins qu'un cheval de taille plus classique, sa force et ses caractéristiques physiques demandent des connaissances équestres minimales. Il a besoin d'espace, d'un paddock ou d'un abri, d'un box ou d'une stalle. Il doit être travaillé et se déplacer pour rester en forme physiquement. Le Falabella est un animal rustique, qui ne demande pas de soins particuliers, mais qui requiert tout de même la plupart des soins classiques dont nécessitent les équidés. Il résiste aux climats les plus rudes. Il n'a besoin d'aucune alimentation particulière, bien que la quantité soit moindre par rapport avec celle qui est nécessaire aux chevaux de taille plus classique.
La race est recherchée pour son endurance et sa présence.

### Sélection
L'étalon alezan-pie Napoléon I est l'ancêtre commun de la majorité des Falabella connus, avec l'étalon alezan Jauncito 168 Falabella, né en 1968. Par rapport aux autres races de chevaux miniatures, le Falabella présente l'avantage d'avoir génétiquement fixé la petite taille, ce qui permet d'obtenir des sujets correspondant au standard de taille sans avoir à pratiquer de travail de sélection.
Il existe plusieurs associations de race. La Falabella Miniature Horse Association américaine enregistre les animaux provenant du cheptel originel argentin. En Argentine, la famille Falabella a développé plus tard la Asociación de criadores de caballos Falabella (ACCF), avec son propre registre de race pour répertorier les chevaux descendants de son élevage. Le nom de la race fait l'objet d'une protection. Quand un animal est exporté depuis l'Argentine, un document d'enregistrement à l'exportation authentifie son origine.
La race peut être touchée par de l'ostéoarthrite scapulo-humérale et du nanisme de type chondrodysplasie.

### Reproduction
La gestation des juments dure deux mois de plus que celle des juments de races de chevaux de taille habituelle. Cette période dure onze mois pour les chevaux dits "normaux" et est donc de treize mois pour les Falabellas.

## Utilisations
Le Falabella a été testé à l'attelage et sous la selle. Dans les années 1970, un équipage de Falabella est parti d'Ushuaia pour rallier La Quiaca, au nord de l'Argentine, en tractant un attelage chargé de liqueur. Cette opération promotionnelle a fait découvrir l'étonnante résistance de cette race, qui a parcouru des milliers de kilomètres pour l'occasion.
Le Falabella est utilisé auprès d'enfants handicapés ou non, notamment pour leur apprendre le respect, la responsabilisation, et pour développer la socialisation. Considéré comme un remède contre le stress, il y est fait appel pour remettre les enfants ou les adultes en confiance. Il est aussi utilisé pour des présentations en main (show), des concours de saut d'obstacles en longe, et parfois dans des cirques. Il peut travailler en longe et aux longues rênes, comme n'importe quel cheval. Le Falabella peut être débourré à la longe, mais ne peut en aucun cas être monté à cause de sa petite taille.

### Animal de compagnie
Les Falabella sont souvent appréciés comme animaux de compagnie, toilettés et « bichonnés » à la façon de poupées Barbie. Les professionnels du monde du cheval s'opposent souvent à cet aspect de la détention des Falabella. L'attrait pour les animaux nains est lié à cet engouement pour les animaux de compagnie. D'après Éric Baratay, le Falabella est souvent acquis par des néo-ruraux et des rurbains qui ne pratiquent pas d'équitation, et recherchent un attachement sentimental avec un animal qu'ils gardent dans leur pré. Ce phénomène contribue à une transformation du cheval en animal de compagnie. Jean-Pierre Digard, qui partage cet avis, estime toutefois que ce cheval, même miniature, ne peut vivre à l'intérieur d'une habitation humaine, ne serait-ce qu'en raison de son incapacité à contrôler ses sphincters.

### Croisements

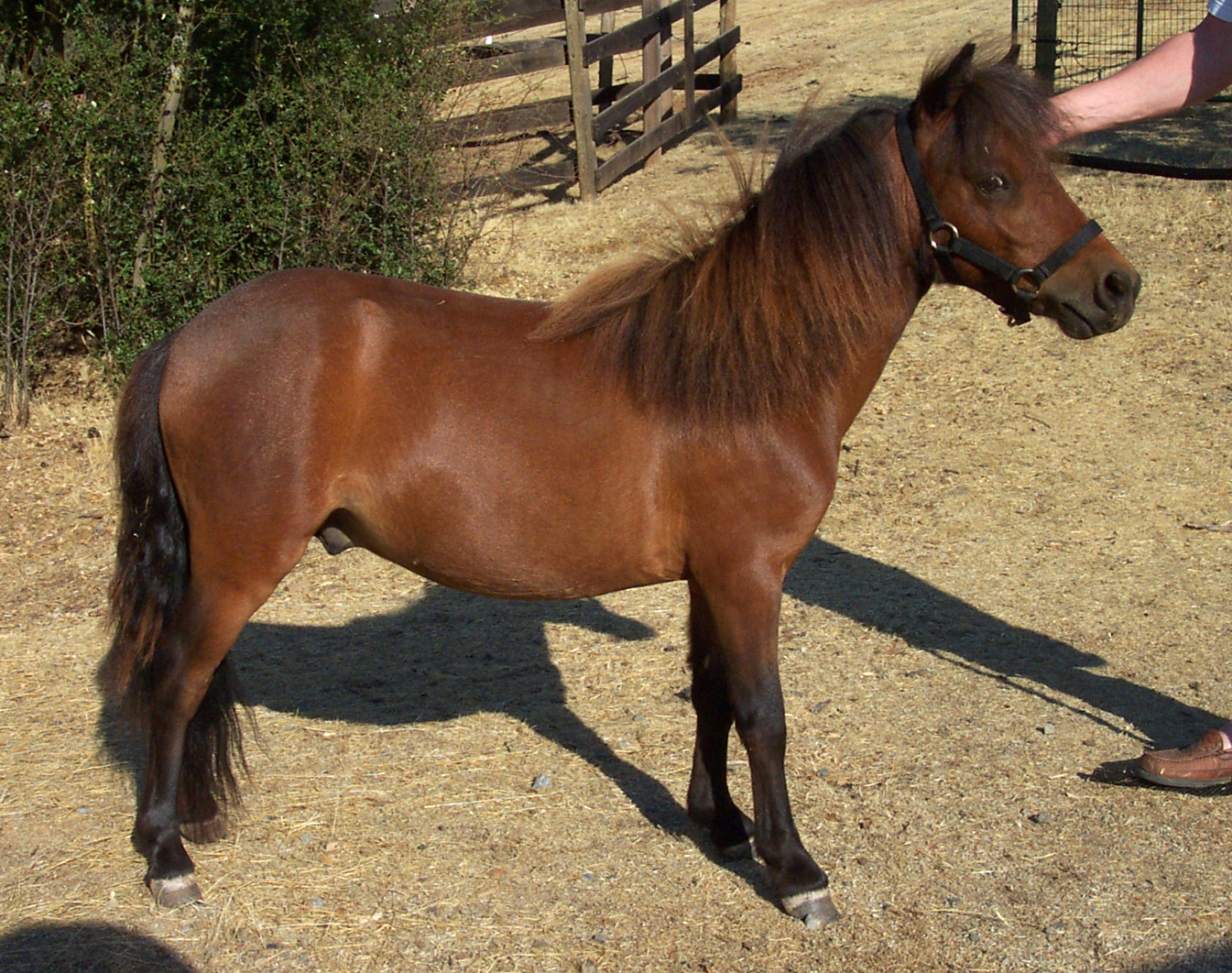
Un Falabella Blend de 16 mois

Des croisement entre Falabella et miniatures américains ont donné le « Falabella Blend miniature », géré par l'association du même nom aux États-Unis. Dans les années 1980, l'éleveuse Laurie Stevens développe ce croisement. Ses chevaux gagnent en popularité sous le nom de Falabella Blends, si bien que dans les années 1990, cette nouvelle race est très renommée. Ces chevaux sont enregistrés à la fois par les associations du Falabella et par celles du cheval miniature américain. En 2001, un registre séparé est créé par Laurie Stevens. Ce registre est l'unique accepté pour enregistrer tous les Falabella Blend dans le monde. Il demande 25 à 75 % d'origines Falabella dans le pedigree de chaque cheval. Les croisements avec des Shetlands (pour plus de robustesse à l'attelage, par exemple) ou d'autres races de chevaux miniatures sont fréquents. Certains particuliers peuvent aussi vendre frauduleusement des mini-Shetlands en tant que Falabellas.

## Diffusion de l'élevage
Le Falabella est considéré par l'étude de l'université d'Uppsala (2010) comme une race locale à diffusion transfrontière et en danger d'extinction (statut « D », soit endangered). Les Falabellas de race pure sont en effet assez rares :  en Argentine, le recensement de la FAO effectué en 1993 relève la présence de moins de 600 chevaux de race pure.
Cette race s'élève néanmoins dans toute l'Amérique du Sud, aux États-Unis, en Australie, aux Pays-Bas (344 individus recensés en 2009), en Allemagne (les 20 sujets recensés en 2014 disposent d'une inscription dans un stud-book) et au Royaume-Uni. L'élevage anglais Kilverstone Miniature Horse Stud est le principal producteur de Falabellas en Europe. En France, le Falabella est présent sur la plupart des manifestations autour du cheval, comme le Salon international de l'agriculture, le Salon du cheval de Paris et Cheval Passion en Avignon, mais il n'est pas recensé par la base de données DAD-IS parmi les races équines élevées dans ce pays, ce qui est également le cas de la Belgique et de la Suisse.